# David Diehl
David Diehl (Chicago, 15 settembre 1980) è un ex giocatore di football americano statunitense che ha giocato nel ruolo di offensive lineman per tutta la carriera con i New York Giants della National Football League (NFL).
Fu scelto nel corso del quinto giro (160º assoluto) del Draft NFL 2003 dai Giants. Al college ha giocato a football all'Università dell'Illinois.

## Carriera professionistica

### New York Giants
Diehl fu scelto dai Giants nel corso del quinto giro del Draft 2003, come 160º assoluto. Nella sua stagione da rookie, Diehl partì come titolare in tutte le 16 gare stagionali, diventando il primo debuttante dei Giants a fare ciò dai tempi di Mark Bavaro nel 1985. Egli fu uno dei 14 rookie della lega a disputare come titolare tutte le 16 gare nel 2003 e l'unico a farlo giocando sempre nella medesima posizione.
Nel 2005, Diehl cambiò posizione disputando 15 partite da titolare come left sinistro e 1 una gara come tackle destro. Quella stagione, Tiki Barber corse un record di franchigia di 1,860 yard ed Eli Manning passò per 3.762 yards, all'epoca quinto risultato della storia dei Giants.
David vinse il suo primo titolo di campione NFL quando i New York Giants batterono a sorpresa gli imbattuti New England Patriots nel corso del Super Bowl XLII.
Nel maggio 2008, i Giants conclusero con Diehl un accordo per un nuovo contratto di sei anni del valore di 31 milioni di dollari.
Alla fine della stagione 2009, Diehl fu convocato per il suo primo Pro Bowl in sostituzione di un giocatore che doveva disputare il Super Bowl.
Diehl fu spostato da tackle sinistro a guardia sinistra dopo il rilascio di Rich Seubert e Shaun O'Hara e la firma di David Baas. La sua striscia di gare giocatore consecutivamente da titolare dall'inizio della carriera professionistica si interruppe nel 2010, quando si ruppè il tendine del ginocchio saltando 4 partite.
Nella stagione 2011, David tornò a giocare come titolare tutte le 16 gare dell'anno. I Giants conclusero la stagione con un record di 9-7, qualificandosi per un soffio ai playoff grazie alla vittoria decisiva sui Cowboys. Nei playoff, essi eliminarono nell'ordine gli Atlanta Falcons, i favoritissimi e campioni in carica Green Bay Packers e nella finale della NFC i San Francisco 49ers. Il 5 febbraio 2012, Diehl partì come titolare nel Super Bowl XLVI, vinto nuovamente contro i Patriots 21-17, laureandosi per la seconda volta campione NFL.
Nel 2012 e 2013, i Giants non arrivarono più ai playoff e il 24 gennaio 2014, Diehl annunciò il suo ritiro dopo undici stagioni da professionista.

## Palmarès

### Franchigia
- Super Bowl : 2

New York Giants: XLII, XLVI
- National Football Conference Championship: 2

New York Giants: 2007, 2011

### Individuale
- Convocazioni al Pro Bowl: 1

2009
- Second-team All-Pro: 1

2008

## Statistiche
| Partite totali             | 164 |
| Partite totali da titolare | 160 |